# 仙樹三山宮
仙樹三山宮是位在臺灣高雄市左營區的一間三山國王廟，廟宇前面為哈囉市場三山國王攤販集中場。主祀仙樹爺公及三山國王。

## 歷史沿革

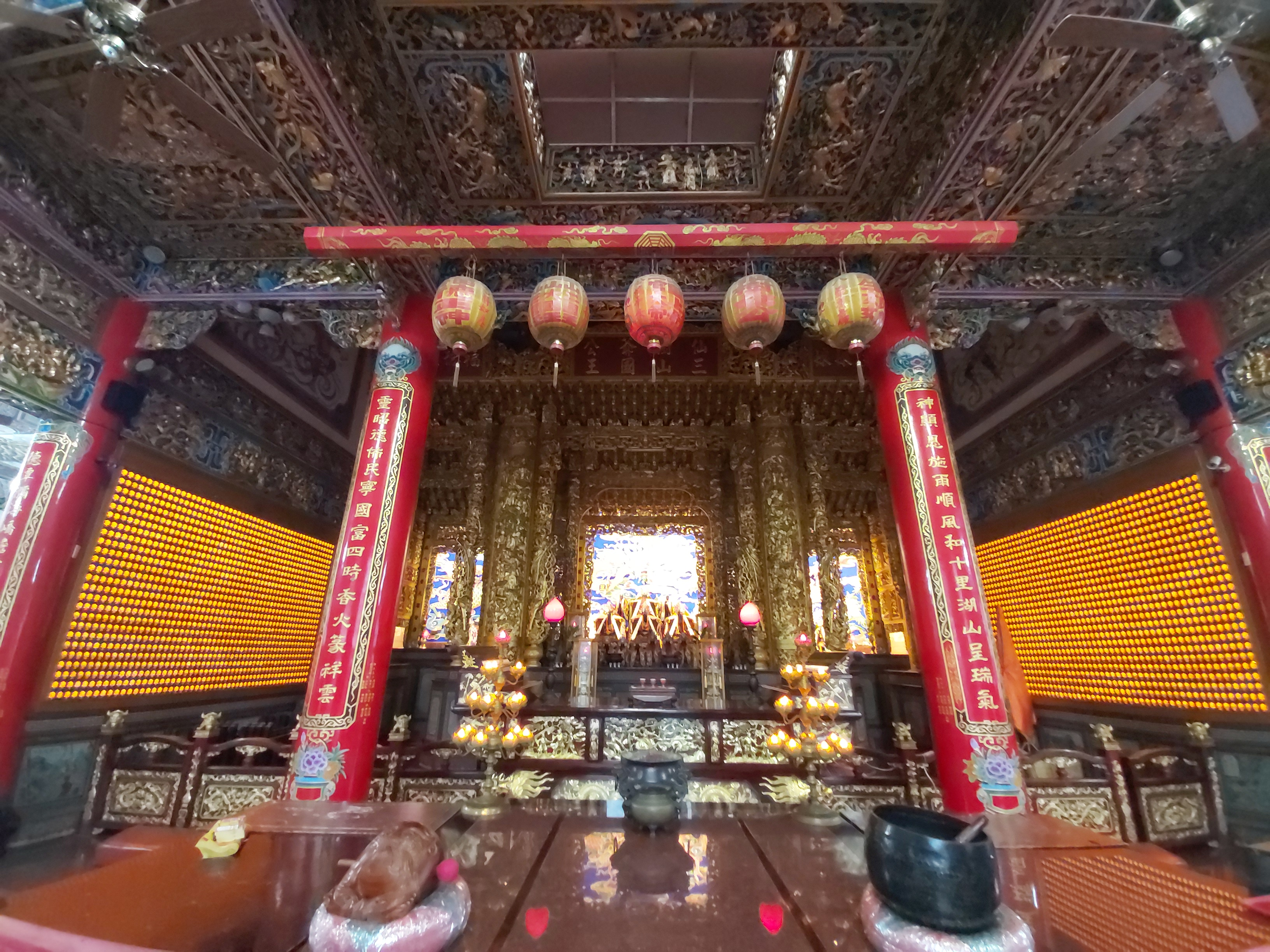
仙樹三山宮室內

明末鄭成功開臺之初，閩粵移民日眾，遂將崇信之神像迎移台供奉，據悉當匪賊猖獗之際，人民常懷抱神像護身逃亡，但為賊匪逼害甚急時亲將神像遺留於北左營芒果園前的榕樹下，年久被松樹欉根包沒，雖猶能神靈顯赫、保佑人民被人發現，因身處榕樹欉內，才將此尊金身佛像稱為仙樹爺公，時有信徒祀奉膜拜，仙樹爺公神威顯赫，保佑眾生。
三山國王是山嶽人像化的神像。王爺的造型為大王白臉、二王黑臉、三王紅臉，都為坐姿；以體態而言，白臉大王採「允文允武」賢士的造型，眉清目秀，帶著國王的冠冕以及一身黃袍，是比較深藏不漏的扮相；二、三王採「魁梧」的體態，濃眉、凸眼有剽悍的感覺。時至光復後為本區信徒晨弘參拜方便精神有寄託，故於壬寅年倡議暫奉於北極玄天上帝現址（左營下路 240 號）並擇地建廟。蒙眾信徒慷慨解囊、有力出力，開始籌建，民國53年歲次甲辰年荔月十五日於現址完工，迎請仙樹爺公及三山國王金身入廟安座；民國97年歲次戊子年破土重建，民國102年歲次壬辰年新廟竣工落成，完成一座美侖美奐的名廟。

## 祀神
仙樹爺公、三山國王、註生娘娘、福德正神、虎爺